# Football en Guinée
 (novembre 2017).
Si vous disposez d'ouvrages ou d'articles de référence ou si vous connaissez des sites web de qualité traitant du thème abordé ici, merci de compléter l'article en donnant les références utiles à sa vérifiabilité et en les liant à la section « Notes et références ».

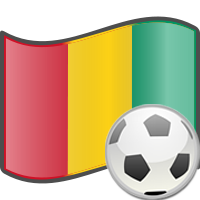
Le football est le sport le plus populaire en Guinée.

Le Football est le sport le plus populaire dans le pays en Guinée. Il est géré par la Fédération guinéenne de football.L'association administre l'Équipe de Guinée de football, ainsi que la ligue nationale.Elle a été fondée en 1960 et affilié à FIFA depuis 1962 et avec la Confédération africaine de football depuis 1963.
L'Équipe de Guinée de football, surnommée "Syli nationale", joue au football international depuis 1962. Leur premier adversaire était l'Allemagne de l'Est. Ils ont été finalistes du Maroc lors de la Coupe d'Afrique des Nations de football en 1976.
La Ligue 1 est la première division du football guinéen. Depuis sa création en 1965, trois équipes ont dominé en remportant la plupart des championnats et des Coupes de Guinée. Depuis la fin des années 2010, c'est le Horoya AC qui mène la danse, avec 19 titres de champion. Le Hafia FC, connu sous le nom de Conakry II dans les années 1960 est juste derrière, avec 16 titres, ils ont notamment remporté le championnat en 2022, 37 ans après leur dernier titre. En troisième on retrouve l'AS Kaloum Star et ces 13 titres de champions, connu aussi sous le nom de Conakry I dans les années 1960. Les trois équipes sont basées dans la capitale Conakry. Aucune autre équipe n'a plus de cinq titres.
Les années 1970 ont été une décennie dorée pour le football guinéen. Le Hafia FC a remporté trois fois la Ligue des Champions de la CAF en  1972,1975 et 1977.Tandis que le Horoya AC a remporté la Coupe d'Afrique des vainqueurs de coupe de football en 1978.

## Compétitions

### Championnat
Le championnat est dominé par trois clubs, le Horoya AC, le Hafia FC et l'AS Kaloum avec respectivement 19, 16 et 13 titres.
Ce championnat réunit 14 équipes et dure 26 journées. Le premier est directement qualifiés pour la Ligue des champions de la CAF.
Le championnat ressemble au championnat anglais(ville de Londres), le championnat guinéen comporte plusieurs équipes d'une même ville en première division comme Conakry.
| N° | Club         | Ville   | Titres |
| -- | ------------ | ------- | --- |
| 1  | Horoya AC    | Conakry | 19 1986, 1988, 1989, 1990, 1991, 1992, 1994, 2000, 2001, 2011, 2012, 2013, 2015, 2016, 2017, 2018, 2019, 2021, 2022 |
| 2  | Hafia FC     | Conakry | 16 1966, 1967, 1968, 1971, 1972, 1973, 1974, 1975, 1976, 1977, 1978, 1979, 1982, 1983, 1985, 2023                   |
| 3  | AS Kaloum    | Conakry | 13 1965, 1969, 1970, 1980, 1981, 1984, 1987, 1993, 1995, 1996, 1998, 2007, 2014                                     |
| 4  | Fello Star   | Labé    | 5 2004, 2006, 2008, 2009, 2010                                                                                      |
| 5  | Satellite FC | Conakry | 2 2002, 2005 |
| 6  | ASFAG        | Conakry | 1 2003 |
| 7  | Milo FC      | Kankan  | 1 2024 |

### Coupe National
La Coupe de guinée de football est dominée par  AS Kaloum Star et Horoya AC avec 7 titres chacun.
Le tenant du titre est le Hafia FC.
|    | Club                  | Titres | Années                                   |
| -- | --------------------- | ------ | ---------------------------------------- |
| 1. | AS Kaloum Star        | 7      | 1985, 1997, 1998, 2001, 2005, 2007, 2015 |
| -  | Horoya AC             | 7      | 1989, 1994, 1995, 1999, 2013, 2014, 2016 |
| 3. | Hafia FC              | 4      | 1992, 1993, 2002,2017                    |
| 4. | ASFAG                 | 3      | 1987, 1991, 1996                         |
| -  | FC Séquence de Dixinn | 3      | 2010, 2011, 2012                         |
| 6. | Fello Star            | 2      | 2000, 2004                               |
| -  | Olympique Kakandé     | 2      | 1986, 1988                               |
| 8. | Satellite FC          | 1      | 2006                                     |
| -  | Mankona Guéckédou     | 1      | 1990                                     |
| -  | Étoile de Guinée      | 1      | 2003                                     |
| -  | FC Baraka             | 1      | 2009                                     |

## Équipe nationale
Palmarès de l’équipe de Guinée de football en compétitions officielles.
| Compétitions internationales                                                                                               | Compétitions continentales |
| --- | --- |
| - Coupe du monde (0 participation) : - Coupe des confédérations (0 participation) : - Jeux olympiques (2 participation ) : | - Coupe d'Afrique (11 participations) : - Finaliste : 1976. - Chan (1 participation) : - Coupe Amilcar Cabral : - Vainqueur: en 1981,1982, 1987, 1988, 2005 - Finaliste en 1989 |

## Stades
Stade de Nongo, stade de l'équipe nationale, a une capacité de 50 000.Le Stade du 28 Septembre, construit en 1962, peut accueillir 25 000 spectateurs.Ces deux stades sont situés à Conakry. Le Stade Régional Saifoullaye Diallo de Labé peut contenir 5 000 fans.le Stade de la Mission de Kaloum peut accueillir 1 000 personnes.